# Distrikt Göttingen

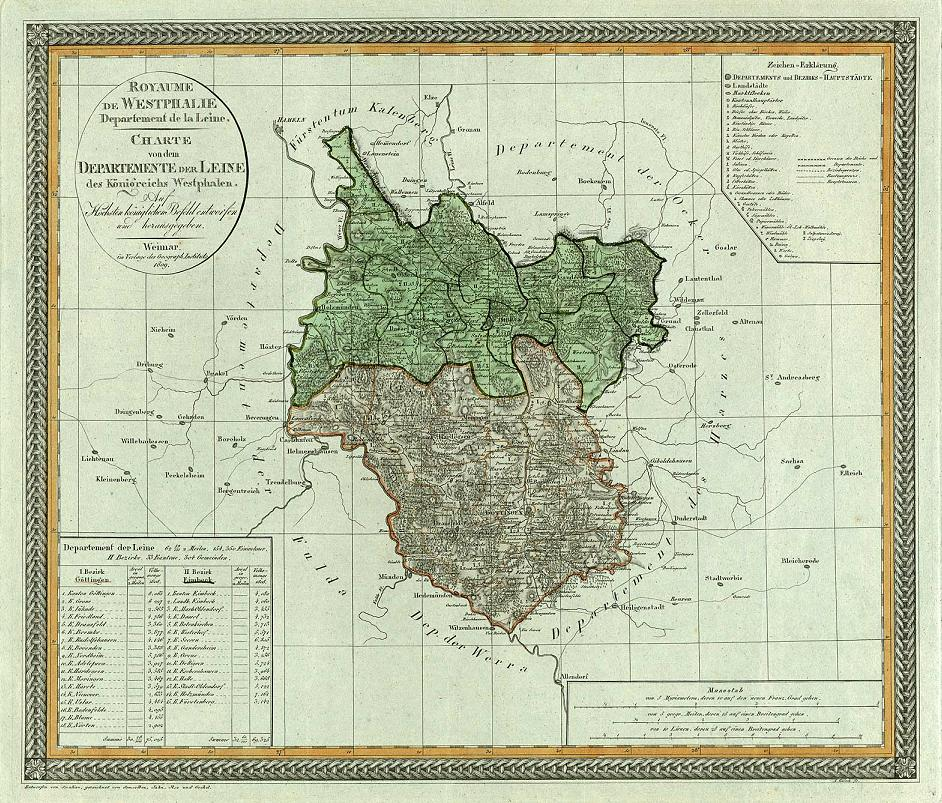
Distrikt Göttingen östlich der Werra (rot)

Der Distrikt Göttingen war eine Verwaltungseinheit im Departement der Leine im Königreich Westphalen. Er wurde durch das Königliche Decret vom 24. Dezember 1807 gebildet und bestand bis 1813.

## Territorium
Der Distrikt bestand zum Großteil aus dem ehemaligen hannoverschen Fürstentum Göttingen mit der darin eingeschlossenen kurhessischen Herrschaft Plesse und einigen Orten südlich der Werra. Er grenzte südlich an den Distrikt Einbeck. Im Osten grenzte der Distrikt an die Harzer Distrikte Heiligenstadt und Duderstadt und im Nordosten an das Okerdepartement. Im Süden wurde er teilweise durch die Werra, das Fuldadepartement und den Distrikt Höxter begrenzt.
In diesem Distrikt lebten bei seiner Einrichtung durch das Königliche Decret des Hieronymus Napoleon 75.025 Menschen in 158 Gemeinden. Die Gesamtfläche des Distrikts betrug 25,11 mi². Nach den territorialen Änderungen von 1810 lebten dort 83.416 Menschen auf 25,11 Quadratmeilen. 2,84 % der Bevölkerung waren katholisch, 9,6 % reformierten und 86,4 % lutherischen Glaubens.

## Organisation
Dem Distrikt stand ein Unterpräfekt vor. Der Unterpräfekt des Distrikts Göttingen war zugleich der Oberpräfekt des Departements.
Den Distriktsrat zur Kontrolle der Steuerlisten bildeten die Maires von Northeim und Hardegsen Christiani und Koch, ein Freiherr von Schnehen, die Adligen August Otto von Grote und von Götz, die Herren Ludewig, Murray, Pansen, Seebach und Gleim.
Kantonaleinteilung:
| Kanton               | Kantonmaire                                                  | Einwohner | Fläche in mi² |
| -------------------- | ------------------------------------------------------------ | --------- | ------------- |
| Göttingen            | Konrad Julius Hieronymus Tuckermann (ab 1809)                | 9201      | 0,13          |
| Grone                | Heinrich Andreas Voght                                       | 6781      | 1,38          |
| Jühnde               | Weber                                                        | 3029      | 1,44          |
| Dransfeld/Hedemünden | Friedrich Ludwig Jatho (?)                                   | 3309      | 1,07          |
| Bremke               | Meder                                                        | 3802      | 1,57          |
| Northeim             | Franz Friedrich Lueder (ehemals Oberamtmann und Stadtvogt)   | 7591      | 2,25          |
| Adelebsen            | Adolph Meier (ehemals Bürgermeister von Hardegsen)           | 3626      | 1,13          |
| Hardegsen            | Friedrich Koch (ehemals Amtmann ebd.)                        | 3952      | 1,32          |
| Moringen             | Seidensticker (ehemals Amtsschreiber)                        | 4756      | 1,84          |
| Harste               | Johannes Meyer                                               | 3304      | 1,15          |
| Uslar                | Breden                                                       | 5430      | 2,45          |
| Nienover             | Johann Georg Heinrich Spanuth                                | 3268      | 1,89          |
| Bodenfelde           | Kollmann                                                     | 4073      | 1,19          |
| Radolfshausen        | Georg August Gabriel Heinsius vorher Amtsmann im Amt Niedeck | 4277      | 1,47          |
| Bovenden             | Münster                                                      | 3869      | 0,94          |
| Nörten               | Friedrich Wilhelm Schrader (?)                               | 3805      | 0,37          |
| Friedland            | Ludolf Wedekind von Uslar                                    | 5590      | 1,32          |